# Belém (Ribeira Grande de Santiago)
Belém es una localidad caboverdiana del municipio de Ribeira Grande de Santiago.

## Geografía
La localidad está situada en la isla Santiago.

## Organización territorial
La localidad abarca los lugares y barrios de:
- Calabaceira
- Chãzinha
- Lém di Prinda
- Lém Freire
- Mato
- Mato Sanches
- Tanque (Chã de Tanque)